# Rob Wainwright
Pour les articles homonymes, voir Wainwright.
Pas d'image ? Cliquez ici

a Compétitions nationales et continentales officielles uniquement.

b Matchs officiels uniquement.
Rob Wainwright, né le 22 mars 1965 à Perth (Écosse), est un joueur international écossais de rugby à XV évoluant au poste de troisième ligne aile.

## Biographie
Rob Wainwright connaît sa première cape internationale à l’occasion d'un test match le 7 mars 1992 contre l'équipe de France. Il dispute son dernier test match le 20 juin 1998 contre l'équipe d'Australie. Il est seize fois capitaine de l'équipe d'Écosse. Wainwright participe notamment à la Coupe du monde 1995 (4 matchs). Il joue également un test match avec les Lions britanniques en 1997.
Il était médecin militaire de l'Armée de terre britannique entre 1987 et 1999 et jouait également pour l'équipe militaire de rugby de cette armée.

## Statistiques en équipe nationale
- 37 sélections (+ 2 non officielles)
- Sélections par années : 3 en 1992, 1 en 1993, 2 en 1994, 11 en 1995, 6 en 1996, 5 en 1997, 8 en 1998
- Tournois des Cinq Nations disputés : 1992, 1994, 1995, 1996, 1997 et 1998